# Площадь ха-Медина

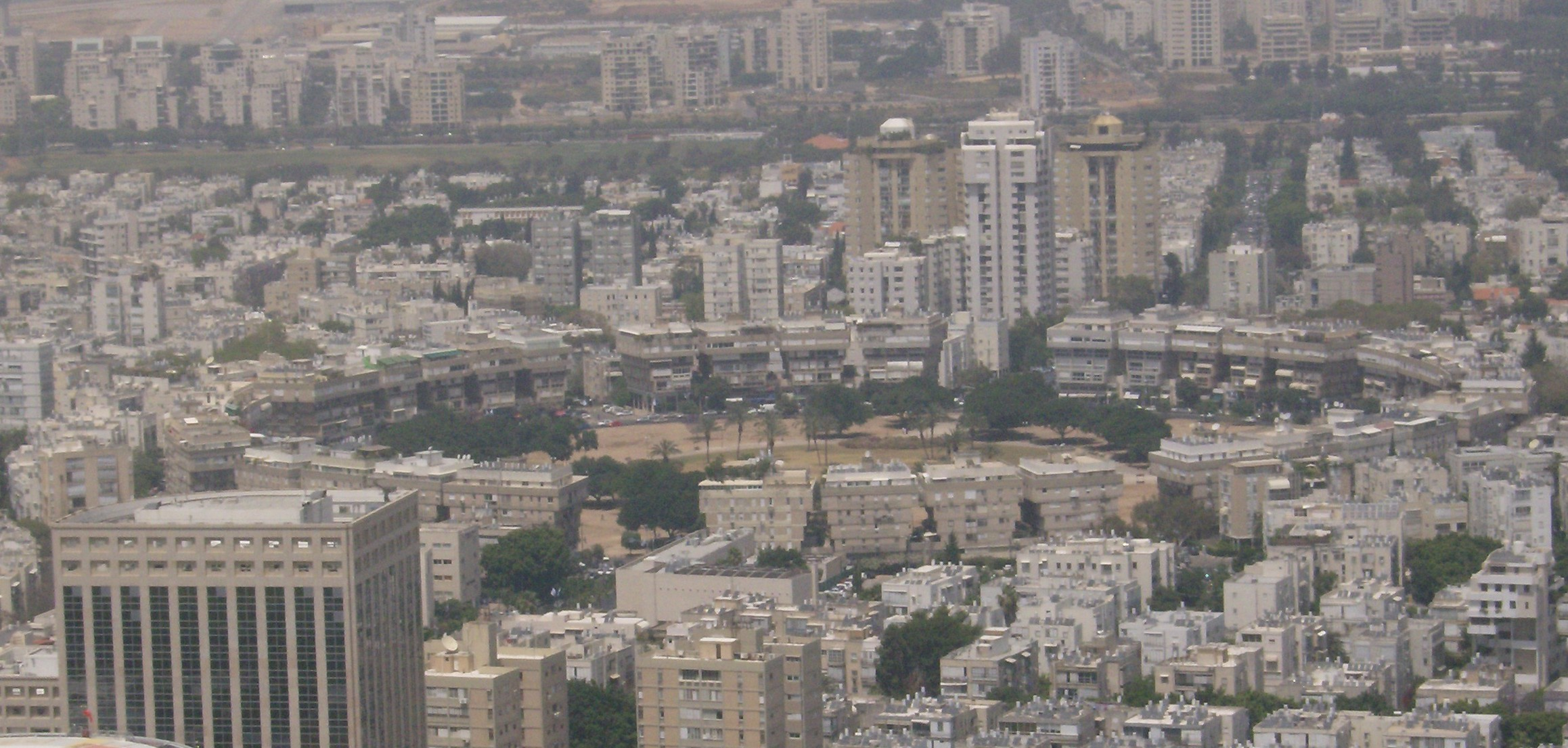
Площадь ха-Медина

Площадь ха-Медина (ивр. כיכר המדינה‎, буквально — «площадь Государства») — крупнейшая площадь Тель-Авива.

## История
Планировка площади разработана известным архитектором Оскаром Нимейером совместно с израильскими архитекторами. Площадь окружена кольцевой улицей Хе-Беияр (5 ияра, «Улица Дня Независимости Израиля»), на которую выходят улица Вейцман (по направлению север-юг) и улица Жаботински (по направлению запад-восток), а также ряд небольших улиц.
В начале 1970-х началось активное строительство возле улицы Хе-Беияр, которое велось по единому дизайну. На первых этажах зданий новой застройки расположены дорогие магазины и дизайнерские салоны, что делает площадь ха-Медина одним из самых дорогих районов в Тель-Авиве.
3 сентября 2011 площадь ха-Медина послужила местом сбора для «марша миллионов» в ходе протестных акций 2011 года. Демонстрация была крупнейшей в истории Израиля, в этот день в ней приняло участие примерно 300 тысяч человек на площади ха-Медина, и около 100 тысяч человек в других городах Израиля.
В настоящее время, несмотря на протесты местных жителей, на площади ведётся строительство трех небоскрёбов высотой 155 метров каждый (состояние котлована на ноябрь 2020 года).